# Rejsek obecný
Rejsek obecný či rejsek lesní nebo rejsek evropský (Sorex araneus) je drobný a nejhojnější zástupce čeledi rejskovitých (Soricidae), jeden z našich nejhojnějších savců.

## Popis
Rejsek obecný měří průměrně 55–82 mm na délku (bez ocasu) a váží přibližně 5–12 gramů. Rejsci jsou charakterističtí svou sametově tmavohnědou srstí, která je na bocích světlejší a na břiše žlutavá. Nedospělí rejsci mají srst kratší až do doby, kdy začnou línat a letní srst nahradí srst zimní. Ocas, který je 35–50 mm dlouhý (50–70 % délky těla), je svrchu tmavý, vespod světlý, u starých zvířat na konci holý. Zadní tlapka měří 11,8–13,5 mm. Rejsek obecný má malé oči, hlavu protaženou do úzkého čenichu a zahnuté načervenalé zuby.

## Způsob života
Rejsci jsou aktivní po celý rok, do zimního spánku neupadají (nehibernují), jelikož nemají dostatek tukové rezervy na to, aby přežili ty nejstudenější měsíce v zimě. Spatřit je můžeme jak ve dne, tak i v noci, ale z úkrytů vylézají převážně až po setmění.
Rejsek obecný obývá lesy všech typů, větrolamy, parky, zahrady, louky, pole, ale vyhýbá se příliš suchým místům, na podzim zalézá i do lidských obydlí. V Česku ho můžeme spatřit na celém území od nížin do hor až po alpinské pásmo (2200 m). Jeden rejsek obývá přibližně území o rozloze 370–630 metrů čtverečních po celý svůj život. Rejsek obecný je extrémně územní a často i agresivní, pokud mu jiný rejsek vnikne do jeho teritoria.
Rejsek obecný si staví hnízdo pod zemí, méně častěji pak pod hustou vegetací.

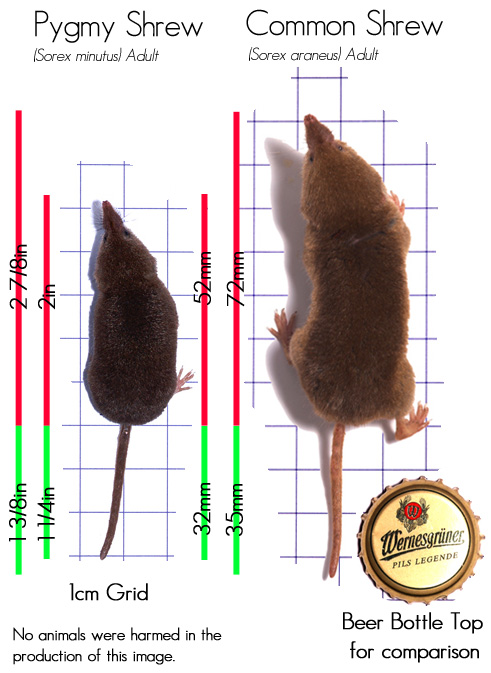
Porovnání velikosti rejska obecného (vpravo) a rejska malého (Sorex minutus).

Rejsek je typický hmyzožravec, tudíž se živí převážně hmyzem, ale i slimáky, pavouky, červy a mršinami obratlovců, výjimkou není ani kanibalismus. Za den musí rejsek zkonzumovat potravu o hmotnosti 80–90 % svého těla, aby mohl vůbec přežít. K dosažení tohoto cíle musí rejsek žrát každou druhou až třetí hodinu.
Rejsci mají velice slabý zrak a tak se např. při hledání potravy spoléhají na svůj skvělý čich a sluch. Díky těmto skvělým smyslům dokáže rejsek lokalizovat kořist, která může být zahrabaná i 12 cm pod půdou. Naopak rejsci se stávají častou potravou sov, zvláště sýce rousného a sovy pálené, což dokazují i zbytky jejich lebek ve vývržcích těchto ptáků. Příležitostně se stávají i kořistí zdivočelých koček, lasic nebo lišek.
Období páření trvá u rejska obecného od dubna do září, ale vrcholu dosahuje během letních měsíců. V tomto období produkuje ze svých pachových žláz páchnoucí sekret. Šelmy jej tedy někdy zabijí, ale nechávají ležet.
Po 23 až 25denní březosti rodí samice do hnízda z trávy a mechu 5–7 mláďat. Samice mívá obvykle 2–4 vrhy za jeden rok. Mláďata jsou odstavena po 22 až 25 dnech. Období rozmnožování je jediné období, kdy nežijí rejsci osamoceně. Mladí rejsci často tvoří „přívěs“ za matkou, kdy se každé mládě drží svými ústy ocasu svého sourozence před sebou. Rejsek obecný se v přírodě dožívá většinou 14 měsíců, ale v zajetí i 23 měsíců.
V roce 1949 polský zoolog August Dehnel, Ph.D., pozoroval zmenšení rejsků v zimním období, tzv. Dehnelův fenomén. V poslední době němečtí a polští vědci doložili u stejných jedinců schopnost se zmenšit v zimním období (lebka o 10 %, mozek o 20 až 30 %, páteř a další orgány se také zmenšují) a následně se zvětšit v následujícím roce (lebka o 10 %, hmotnost o 80 %). Stejný jev je pozorován u rejska malého, vodního a u lasicovitých. (zdroj: Český rozhlas, Meteor, 2. prosince 2017)
V současné době nejsou u rejska obecného zavedena žádná ochranná opatření, jelikož je to druh opravdu hojný a na ojedinělých místech můžeme nalézt i více než 34 jedinců na hektaru. V Červeném seznamu IUCN je zapsán jako málo dotčený druh (Lower Risk Least Concern).